# Robin Hood (Macfarren)
Robin Hood è un'opera in tre atti di George Alexander Macfarren, su libretto di John Oxenford, La prima rappresentazione è alla His Majesty's Theatre, a Londra, il 11 ottobre 1860.

## Trama

### Atto Primo

#### La via principale di Nottingham
Nella strada trafficata, gli armatori lavorano nella loro fucina con donne che filano il filo mentre un po' flirtano tra Allan e Alice. Robin Hood appare presto, mascherato con il nome di Locksley, e incontra Marian, la figlia dello sceriffo. La loro conversazione intima viene ascoltata dallo sceriffo che accetterà Locksley come genero se dimostrerà il suo talento alla fiera di domani. Lo sceriffo emette un proclama, offrendo una ricompensa per la cattura di Robin Hood, ignaro del fatto che sia presente come lo yeoman, Locksley. Il Sompnour entra per chiedere protezione allo sceriffo attraverso la foresta mentre trasporta le quote raccolte per l'abbazia dai contadini. Allan, incapace di permettersi le tasse, viene ordinato alle scorte dallo sceriffo nonostante le proteste dei cittadini. Locksley si fa avanti per pagare le quote di Allan per la sua liberazione. Mentre il sole tramonta, il Sompnour e lo sceriffo partono per il castello. Locksley e Marian dichiarano il loro affetto prima di partire.

### Atto Secondo

#### Scena Prima: La foresta di Sherwood
Nel profondo della foresta di Sherwood, vicino all'albero che prova al chiaro di luna, gli uomini Merrie si rilassano dopo i loro sforzi, con un grasso arrosto di cervo. Robin sembra raccontare a Little John l'atteso viaggio del Sompnour attraverso la foresta. Si preparano a intrappolarlo: i fuorilegge si nascondono mentre Robin, John e Much, il figlio del mugnaio, si travestono da pastori e tendono al fuoco. Il Sompnour appare e dice alle sue guardie di arrestare i pastori per aver rubato la carne di cervo del re. Con umiltà colpita chiedono pietà. Quando questo viene severamente rifiutato, Robin si toglie il travestimento e suona il suo corno. Gli uomini dello sceriffo fuggono, lasciando catturare il Sompnour. Propone molto di essere impiccato, ma Robin misericordioso invita il Sompnour a cena. Eppure deve pagare generosamente per questo. Per sfuggire all'impiccagione deve danzare per il divertimento dei fuorilegge.

#### Scena Seconda: Un corridoio nel castello
Marian osserva l'alba, implorando il Cielo di aiutare il tiranno del suo amante e ottenere l'approvazione di suo padre. Lo sceriffo appare e dà incoraggiamento. Molto rivela allo sceriffo che Robin Hood sarà in fiera e chiede la ricompensa, ma il Sompnour lo riconosce dalla foresta e viene portato via. Con le sembianze di un frate, il Sompnour promette di trovare Robin e di ottenere lui stesso la ricompensa. A questo lo Sceriffo è d'accordo.

#### Scena Terza: La fiera fuori da Nottingham
Scopriamo una scena di sport, danza e giochi. Robin, nei panni di Locksley, riconosce il Sompnour e dice ad Allan di sbarazzarsi di lui. Dopo una danza, Allan ha il Sompnour bendato per giocare a "Hoodman Blind". Inizia la partita di tiro con l'arco e Locksley dimostra la sua abilità, permettendogli di rivendicare la mano di Marian. Il Sompnour ritorna, riconosce Locksley e lo denuncia come il famigerato Robin Hood. In mezzo al tumulto Robin viene catturato dagli uomini dello sceriffo e condotto via.

### Atto Terzo

#### Scena Prima: Il giardino del castello
Allan e Alice lamentano l'esecuzione di Robin, che avrà luogo il giorno seguente. Alice informa lo sceriffo che Marian è fuggito dal suo appartamento. Il Sompnour arriva per richiedere la sua ricompensa, ma viene prima detto di andare dal re per un mandato di esecuzione di Robin Hood.

#### Scena Seconda: La foresta di Sherwood a mezzogiorno
Marian appare, vestita da ragazzo, per dire ai fuorilegge che Robin deve essere giustiziato. Li conduce al castello.

#### Scena Terza: L'interno di una prigione
In isolamento, Robin sconvolto attende il suo destino. Poi sente Marian con i suoi uomini Merrie cantare fuori. Questo rinnova le sue speranze.

#### Scena Quarta: Il cortile del castello
Robin viene portato dal castello e gli viene dato il tempo di confessare i suoi peccati. Con il braccio liberato, allora suona il suo corno per segnalare i suoi fedeli seguaci. Sembrano guidati da Marian per rilasciarlo ma sono sopraffatti. Tuttavia, il documento che si presume sia il mandato di morte è in realtà un perdono, dato che si comprende che entrano al servizio del re. Lo sceriffo acconsente ancora una volta all'unione di Robin e Marian, per i quali vi è gioia generale.

## Struttura dell'opera
I numeri musicali sono indicati in una riduzione per pianoforte segue:
- Overture

### Atto I
- N. 1. Introduction: „Clang, clang, it is a merry sound!“ (Alice, Allan, Coro)
- N. 1a. Ballad with Chorus: „The hunters wake with the early morn“ (Alice, Coro)
- N. 2. Duet: „When lovers are parted“ (Locksley, Marian)
- N. 3. Trio: „A dark and troublous time is this“ (Sheriff, Marian, Locksley)
- N. 4. Ballad: „True love, true love in my heart“ (Marian)
- N. 5. Song: „The monk within his cell“ (Sompnour)
- N. 6. Scena: „Be not severe—be not severe, I pray“ (Allan, Locksley, Coro)
- N. 6a. Song: „Englishmen by birth are free“ (Locksley, Coro)
- N. 7. Finale/Round: „May the saints protect and guide thee“ (Sheriff, Sompnour, Alice, Allan, Coro)
- N. 7a. Finale/Duet: „Good night, good night, the sun has set“ (Locksley, Marian)

### Atto II
- N. 8. Part Song: „The wood, the gay greenwood“ (Coro)
- N. 9. Robbery Scene: „A good fat deer“ (Robin, Much, Little John, Sompnour, Coro)
- N. 9a. Song: „The grasping, rasping Norman race“ (Robin, Much, Little John, Sompnour, Coro)
- N. 10. Scena: „Hail, happy morn!“ (Marian)
- N. 11. Duet: „To the fair“ (Marian, Alice)
- N. 12. Ballad: „From childhood's dawn“ (Sheriff)
- N. 13. Second Finale: „How bright is the day“ (Allan, Alice, Robin, Marian, Coro)
- N. 13a. Round Dance and Tilting at the Quintain
- N. 13b. Hoodman Blind: „Who's for a game of "Hoodman Blind?"“ (Sompnour, Sheriff, Allan, Alice, Robin, Marian, Coro)
- N. 13c. Ballad: „Thy gentle voice would lead me on, My own, my guiding-star“ (Robin)
- N. 13d. Archery Scene: „Merry laughter, heavy thwacks“ (Sheriff, Marian, Alice, Allan, Coro)
- N. 13e. Quintet: „My heart from its terror reposes at last“ (Marian, Alice, Allan, Robin, Sheriff)
- N. 13f. Discovery Scene: „My children, thus your loves I bless“ (Sheriff, Sompnour, Allan, Alice, Robin, Marian, Coro)

### Atto III
- N. 14. Entr'acte
- N. 15. Duet: „Greatest plague on earth“ (Allan, Alice)
- N. 16. Scene: „My child has fled“ (Sheriff)
- N. 17. Duet: „To King Richard at once you must go“ (Sheriff, Sompnour)
- N. 18. Part Song: „Now the sun has mounted high“ (Coro)
- N. 19. Song: „Sons of the greenwood come!“ (Marian, Coro)
- N. 20. Scena: „Vain was the proud ambition of a sanguine hour“ (Robin, Marian, Coro)
- N. 21. Finale: „Hark to that doleful bell“ (Tutti)

## Personaggi
| Ruolo                                        | Voce         | Cast della prima rappresentazione, 11 ottobre 1860 (Direttore: Charles Hallé) |
| -------------------------------------------- | ------------ | ----------------------------------------------------------------------------- |
| Robin Hood (Locksley)                        | tenore       | Sims Reeves                                                                   |
| Sir Reginald d'Bracy, Sceriffo di Nottingham | baritono     | Charles Santley                                                               |
| Hugo (Sompnour), collezionista di tasse      | basso        | George Honey                                                                  |
| Allan-a-Dale, un giovane contadino           | tenore       | Parkinson                                                                     |
| Little John                                  | basso        | Bartleman                                                                     |
| Much, figlio del mugnaio                     | baritono     | Patey                                                                         |
| Marian, figlia dello Sceriffo                | soprano      | Lemmens Sherrington                                                           |
| Alice, sua assistente                        | mezzosoprano | Lemaire                                                                       |
| Coro: Paesani, Fuorilegge                    |              |                                                                               |

## Brani celebri
- Ouverture

### Atto primo
- True love, true love in my heart, Ballata di Marian
- The monk within his cell, Canzone del Sompnour
- Englishmen by birth are free, Ballata di Locksley

### Atto secondo
- The wood, the wood, the gay greenwood, Coro dei fuorilegge
- The grasping, rasping Norman race, Canzone di Robin
- From childhood's dawn, Aria dello sceriffo
- Thy gentle voice would lead me on, Ballata di Robin

### Atto terzo
- To King Richard at once you must go, Duetto dello Sceriffo e del Sompnour

## Discografia
| Anno | Cast (Robin/Locksley, Marian, Sceriffo, Sompnour)     | Direttore   | Etichetta |
| ---- | ----------------------------------------------------- | ----------- | --------- |
| 2010 | Nicky Spence, Kay Jordan, George Hulbert, Louis Hurst | Ronald Corp | Naxos     |